# Denis Chudý
Denis Chudý (Topoľčany, 1 februari 2000) is een Slowaaks voetballer die speelt als doelman.

## Loopbaan
Chudý debuteerde op 6 oktober 2019 voor AS Trencin tijdens de thuiswedstrijd tegen Zlate Moravce (2-2).  Hij begon daarin als eerste keeper van de Slowaakse club. In februari 2021 werd hij verhuurd aan FK Dubnica.